# Diocesi di Cartago (Colombia)
La diocesi di Cartago (in latino: Dioecesis Carthadensis in Columbia) è una sede della Chiesa cattolica in Colombia suffraganea dell'arcidiocesi di Cali. Nel 2021 contava 428.805 battezzati su 438.128 abitanti. È retta dal vescovo César Alcides Balbín Tamayo.

## Territorio
La diocesi comprende 16 comuni nella parte settentrionale del dipartimento colombiano di Valle del Cauca: Alcalá, Ansermanuevo, Argelia, Zarzal, Bolivar, Cartago, El Águila, El Cairo, El Dovio, La Unión, La Victoria, Obando, Roldanillo, Toro, Ulloa e Versalles.
Sede vescovile è la città di Cartago, dove si trova la cattedrale di Nostra Signora del Carmelo.
Il territorio si estende su una superficie di 4.500 km² ed è suddiviso in 54 parrocchie, raggruppate in 5 vicariati.

## Storia
La diocesi è stata eretta il 16 marzo 1962 con la bolla Ecclesiarum omnium di papa Giovanni XXIII, ricavandone il territorio dalla diocesi di Cali (oggi arcidiocesi).
Originariamente suffraganea dell'arcidiocesi di Popayán, il 20 giugno 1964 è entrata a far parte della provincia ecclesiastica dell'arcidiocesi di Cali.
Il 15 maggio 1972, con la lettera apostolica Cum de beata Maria, papa Paolo VI ha confermato la Beata Maria Vergine, nota con il nome di Nuestra Señora de la Paz, patrona principale della diocesi.

## Cronotassi dei vescovi
Si omettono i periodi di sede vacante non superiori ai 2 anni o non storicamente accertati.
- José Gabriel Calderón Contreras † (26 aprile 1962 - 19 aprile 1995 ritirato)
- Luis Madrid Merlano (19 aprile 1995 - 30 marzo 2010 nominato arcivescovo di Nueva Pamplona)
- José Alejandro Castaño Arbeláez, O.A.R. (21 ottobre 2010 - 31 ottobre 2020 ritirato)[2]
- César Alcides Balbín Tamayo, dal 18 ottobre 2021

## Statistiche
La diocesi nel 2021 su una popolazione di 438.128 persone contava 428.805 battezzati, corrispondenti al 97,9% del totale.
| anno | popolazione | popolazione | popolazione | presbiteri | presbiteri | presbiteri | presbiteri                | diaconi | religiosi | religiosi | parrocchie |
| anno | battezzati  | totale      | %           | numero     | secolari   | regolari   | battezzati per presbitero | diaconi | uomini    | donne     | parrocchie |
| ---- | ----------- | ----------- | ----------- | ---------- | ---------- | ---------- | ------------------------- | ------- | --------- | --------- | ---------- |
| 1965 | 378.000     | 380.000     | 99,5        | 64         | 55         | 9          | 5.906                     |         | 9         | 165       | 30         |
| 1970 | 380.000     | 400.000     | 95,0        | 51         | 45         | 6          | 7.450                     |         | 6         |           | 30         |
| 1976 | 472.000     | 495.000     | 95,4        | 45         | 40         | 5          | 10.488                    |         | 5         | 165       | 34         |
| 1980 | 524.000     | 565.000     | 92,7        | 42         | 37         | 5          | 12.476                    |         | 6         | 160       | 37         |
| 1990 | 630.000     | 670.000     | 94,0        | 50         | 48         | 2          | 12.600                    |         | 3         | 171       | 42         |
| 1999 | 585.500     | 590.000     | 99,2        | 65         | 61         | 4          | 9.007                     |         | 5         | 152       | 46         |
| 2000 | 556.225     | 560.500     | 99,2        | 67         | 60         | 7          | 8.301                     |         | 9         | 152       | 46         |
| 2001 | 551.000     | 555.000     | 99,3        | 68         | 60         | 8          | 8.102                     |         | 10        | 149       | 46         |
| 2002 | 540.000     | 544.250     | 99,2        | 73         | 62         | 11         | 7.397                     |         | 14        | 143       | 46         |
| 2003 | 538.000     | 543.000     | 99,1        | 75         | 64         | 11         | 7.173                     |         | 14        | 140       | 46         |
| 2004 | 515.000     | 523.000     | 98,5        | 79         | 69         | 10         | 6.518                     |         | 17        | 167       | 46         |
| 2006 | 518.000     | 521.000     | 99,4        | 80         | 65         | 15         | 6.475                     |         | 20        | 163       | 46         |
| 2013 | 493.000     | 505.000     | 97,6        | 97         | 80         | 17         | 5.082                     | 10      | 24        | 182       | 54         |
| 2016 | 407.640     | 414.186     | 98,4        | 95         | 79         | 16         | 4.290                     | 10      | 23        | 183       | 56         |
| 2019 | 412.654     | 417.436     | 98,9        | 101        | 83         | 18         | 4.085                     | 24      | 24        | 153       | 59         |
| 2021 | 428.805     | 438.128     | 97,9        | 100        | 83         | 17         | 4.288                     | 29      | 23        | 128       | 54         |